# トッカータとフーガ ニ短調 BWV 565

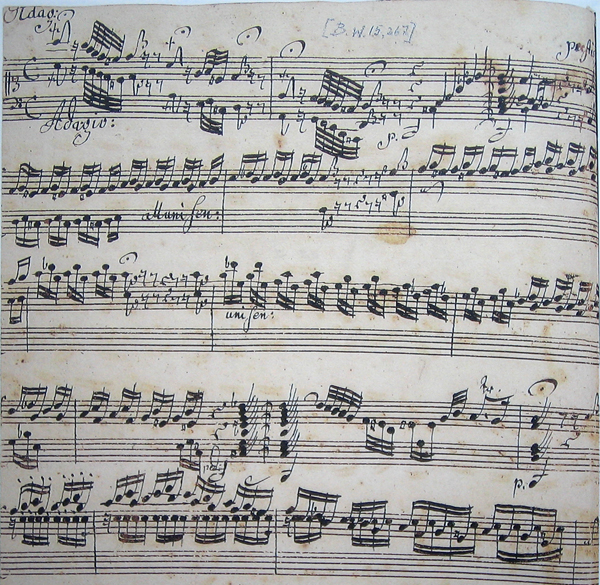
ヨハネス・リングによる模写。現存する中では最も古い模写といわれる。

トッカータとフーガ ニ短調（ドイツ語：Toccata und Fuge in d-Moll）BWV 565は、ヨハン・ゼバスティアン・バッハが作曲したオルガン曲であり、数多いバッハのオルガン曲のなかでも特に知名度の高い作品のひとつである。

## 構成
演奏時間は8～12分程度。
トッカータ部の演奏時間は3分足らずで、印象的な旋律で始まる。全体的に急速であり重厚さを併せ持つ。
それに続くフーガ部は、4声体で書かれてはいるものの対旋律の性格が弱く、他のバッハのフーガと比べると比較的単純な構成になっている。楽想が絡み合うような濃厚なものではなく、強弱をつけながら連なり出会うといった簡素なものであるが、重厚感は強い。演奏の難易度は他のバッハのオルガン作品と比較すれば平易である。本作はもともとはヴァイオリン用で、後にオルガン用に編曲されたという説もあり、復元を試みヴァイオリン独奏用に編曲した版（アンドリュー・マンゼら複数ある）による録音もリリースされている。

## 偽作説
この作品には偽作説がある。一般にはバッハの最も初期の作品と言われているが、他のフーガとは異なった趣を持ち、また曲の規模のわりに内容が平易であるといったことも特異である。
偽作説の根拠は
- バッハの自筆譜が現存せず、最も古い筆写譜が18世紀後半のものであること。
- フーガの書法が異例であること。特に主題が単独で提示されるオルガンフーガ、および短調の変終止で終わるオルガンフーガはバッハの全生涯を通じて他に例がないこと。
- いささか表面的な減7の和音の効果や技巧の誇示が認められること。

などが挙げられる。ロルフ・ディートリッヒ・クラウス Rolf Dietrich Claus は、この曲の作者をテューリンゲン地方のオルガニスト、ペーター・ケルナー（1705年 - 1772年）としている。なお、フーガ主題の前半はブクステフーデのオルガン作品『前奏曲とフーガ ニ短調 BuxWV 140』に見られる。

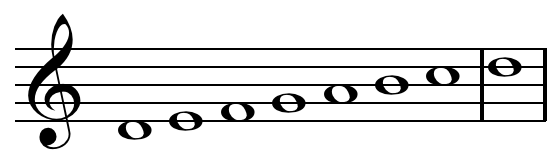
ヨハネス・リングがこの曲で使用するDドリアンモード

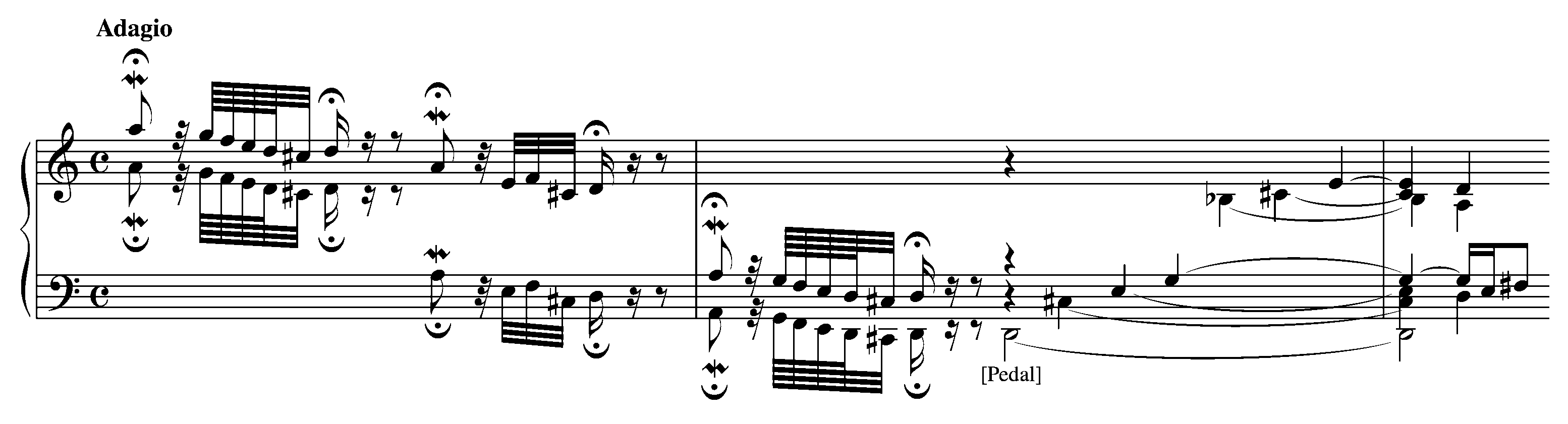
冒頭部、フェルマータと高音部の音部記号の位置を除いてリングの原稿に似せたもの

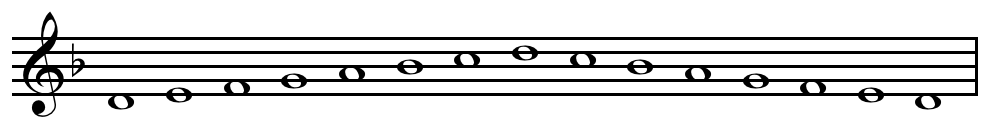
ニ短調:調にフラットを付けた通常の記譜法

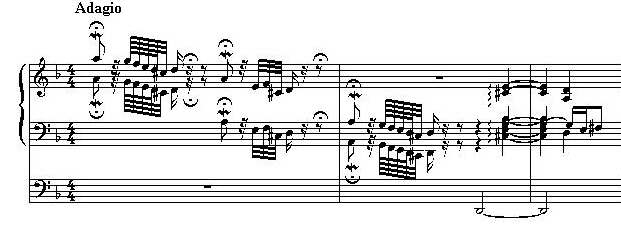
冒頭部、ニ短調、2小節後半のアルペッジョ部は現代記譜にアレンジ

ヨハネス・リングによる模写原稿
- 表紙
- 1ページ目

- 2ページ目
- 3ページ目
- 4ページ目
- 5ページ目
- 6ページ目

## 楽曲の利用、編曲
カール・タウジヒ、フェルッチョ・ブゾーニ、マックス・レーガーらの編曲がピアノで演奏されることも多く、レオポルド・ストコフスキー編曲の管弦楽版もある。
- 鼻から牛乳（嘉門達夫） - 楽曲中の落ちとなる部分で、本曲の冒頭部が用いられている。
- イギリスのプログレッシブ・ロック・バンド、イエスのライブ・アルバム『9012Live・THE SOLOS』収録の「Si」は本曲のアレンジ。
- イギリスのプログレッシブ・ロック・バンド、エッグの1stアルバム『エッグ』収録の「Fugue In D Minor」は本曲のロックアレンジ。
- Back on the Rocks（メガ・エナジー・マン） - 前奏部に使用されている。
- scapegoat 「封我」

CM
- 日産・スカイラインR31型 - アレンジされてCM曲に利用（1987年、編曲：佐久間正英、演奏：COZY BAND）[2]。
- マツダ・カペラGC型　-　5ドアハッチバック追加時のCMで本曲の冒頭部を使用。

ゲーム
- ドンキーコングJR.（1982年、任天堂）　- アーケード版のオープニングデモに利用。
- ジャイラス（1983年） - コナミのアーケードゲーム。ゲームスタート時に、本曲の冒頭部を使用。

映画
- ファンタジア（1940年） - 冒頭でストコフスキー指揮によるフィラデルフィア管弦楽団が演奏。
- ローラーボール（1975年） - ラストシーンからエンドロールで使用される。
- ドラミ&ドラえもんズ ロボット学校七不思議!?（1996年） - パイプオルガン・ロボットが演奏。
- 名探偵コナン 戦慄の楽譜（2008年） - 登場人物がパイプオルガンで演奏。